# Johns Island (Nunavut)
Johns Island (auch St. Johnʼs Island oder Johnʼs Island) ist eine unbewohnte Insel in der Region Qikiqtaaluk des kanadischen Territoriums Nunavut. Sie ist eine Insel innerhalb einer Insel und liegt im Lake Hazen auf der Ellesmere-Insel im Quttinirpaaq-Nationalpark. Die Insel wurde nach einem frühen französischen Entdecker und Kartografen der Arktis benannt.
Sie befindet sich auf der Höhe des Lagers Hazen Camp. Die höchste Erhebung der Insel befindet sich im Süden auf über 200 Metern und die Länge in südwest–nordost Richtung beträgt etwa 6,5 km, während die Breite an der breitesten Stelle im Nordosten bei etwa einem Kilometer liegt. Auf der Insel befinden sich große Klippen und massive Sandsteinfelskugeln. Das Seeeis kann es ermöglichen zu Johns Island zu Fuß zu gehen.
1990 wurde eine Sedimentkernbohrung nordöstlich von Johns Island in der von R. E. Deane identifizierten Tiefenzone von Lake Hazen bis zu einer Tiefe von 254 m durchgeführt. Im Jahr 1966 wurde festgestellt, dass die Falkenraubmöwe auf Johns Island und im nahe gelegenen Hazen Camp brütet.